# People Help the People
"People Help the People" is een nummer van de Britse band Cherry Ghost. Het nummer werd uitgebracht op hun debuutalbum Thirst for Romance uit 2007. Op 12 juni van dat jaar werd het nummer uitgebracht als de tweede single van het album. In 2011 werd het gecoverd door de Britse zangeres Birdy op haar debuutalbum Birdy. Haar versie werd op 28 oktober van dat jaar uitgebracht als de derde single van het album.

## Achtergrond
"People Help the People" is geschreven door Cherry Ghost-zanger Simon Aldred en geproduceerd door Aldred en Dan Austin. De melodie van het nummer kwam onverwacht op in het hoofd van Aldred toen hij in India aankwam voor een backpackingvakantie van drie maanden. Hij had geen gitaar bij zich, dus om de melodie te onthouden, neuriede hij het elke dag. Op het nummer is ook Doves-drummer Jimi Goodwin te horen. De single bereikte plaats 27 in het Verenigd Koninkrijk en was tevens het enige nummer van de band dat een hit werd in Ierland, waar het tot plaats 41 kwam.
In 2011 coverde Birdy "People Help the People" voor haar debuutalbum, dat op een nummer na enkel uit covers bestaat. Haar versie werd in heel Europa een hit; zo werd in Luxemburg en Slovenië de nummer 1-positie gehaald, en kwam het ook in onder anderen Duitsland, Frankrijk en Spanje in de top 10. In het Verenigd Koninkrijk en Ierland bleef de single achter met respectievelijk de plaatsen 33 en 84 als hoogste noteringen. In Nederland bereikte het de vijfde plaats in zowel de Top 40 als de Single Top 100, terwijl in Vlaanderen een tweede plaats in de Ultratop 50 werd behaald. Een jaar later werd het ook in Australië een hit, nadat het werd gebruikt in een trailer voor het televisieprogramma Neighbours.

## Hitnoteringen

### Nederlandse Top 40
| Hitnotering: 21-01-2012 t/m 09-06-2012 | Hitnotering: 21-01-2012 t/m 09-06-2012 | Hitnotering: 21-01-2012 t/m 09-06-2012 | Hitnotering: 21-01-2012 t/m 09-06-2012 | Hitnotering: 21-01-2012 t/m 09-06-2012 | Hitnotering: 21-01-2012 t/m 09-06-2012 | Hitnotering: 21-01-2012 t/m 09-06-2012 | Hitnotering: 21-01-2012 t/m 09-06-2012 | Hitnotering: 21-01-2012 t/m 09-06-2012 | Hitnotering: 21-01-2012 t/m 09-06-2012 | Hitnotering: 21-01-2012 t/m 09-06-2012 | Hitnotering: 21-01-2012 t/m 09-06-2012 |
| Week                                   | 1                                      | 2                                      | 3                                      | 4                                      | 5                                      | 6                                      | 7                                      | 8                                      | 9                                      | 10                                     | 11                                     |
| -------------------------------------- | -------------------------------------- | -------------------------------------- | -------------------------------------- | -------------------------------------- | -------------------------------------- | -------------------------------------- | -------------------------------------- | -------------------------------------- | -------------------------------------- | -------------------------------------- | -------------------------------------- |
| Positie                                | 39                                     | 38                                     | 15                                     | 13                                     | 13                                     | 11                                     | 7                                      | 5                                      | 5                                      | 5                                      | 5                                      |
| Week                                   | 12                                     | 13                                     | 14                                     | 15                                     | 16                                     | 17                                     | 18                                     | 19                                     | 20                                     | 21                                     |                                        |
| Positie                                | 6                                      | 6                                      | 7                                      | 8                                      | 9                                      | 11                                     | 13                                     | 18                                     | 22                                     | 30                                     | uit                                    |

### Single Top 100
| Hitnotering: 24-12-2011 t/m 11-08-2012 | Hitnotering: 24-12-2011 t/m 11-08-2012 | Hitnotering: 24-12-2011 t/m 11-08-2012 | Hitnotering: 24-12-2011 t/m 11-08-2012 | Hitnotering: 24-12-2011 t/m 11-08-2012 | Hitnotering: 24-12-2011 t/m 11-08-2012 | Hitnotering: 24-12-2011 t/m 11-08-2012 | Hitnotering: 24-12-2011 t/m 11-08-2012 | Hitnotering: 24-12-2011 t/m 11-08-2012 | Hitnotering: 24-12-2011 t/m 11-08-2012 | Hitnotering: 24-12-2011 t/m 11-08-2012 | Hitnotering: 24-12-2011 t/m 11-08-2012 | Hitnotering: 24-12-2011 t/m 11-08-2012 | Hitnotering: 24-12-2011 t/m 11-08-2012 | Hitnotering: 24-12-2011 t/m 11-08-2012 | Hitnotering: 24-12-2011 t/m 11-08-2012 | Hitnotering: 24-12-2011 t/m 11-08-2012 | Hitnotering: 24-12-2011 t/m 11-08-2012 | Hitnotering: 24-12-2011 t/m 11-08-2012 |
| Week                                   | 1                                      | 2                                      | 3                                      | 4                                      | 5                                      | 6                                      | 7                                      | 8                                      | 9                                      | 10                                     | 11                                     | 12                                     | 13                                     | 14                                     | 15                                     | 16                                     | 17                                     | 18                                     |
| -------------------------------------- | -------------------------------------- | -------------------------------------- | -------------------------------------- | -------------------------------------- | -------------------------------------- | -------------------------------------- | -------------------------------------- | -------------------------------------- | -------------------------------------- | -------------------------------------- | -------------------------------------- | -------------------------------------- | -------------------------------------- | -------------------------------------- | -------------------------------------- | -------------------------------------- | -------------------------------------- | -------------------------------------- |
| Positie                                | 32                                     | 36                                     | 46                                     | 47                                     | 51                                     | 21                                     | 11                                     | 13                                     | 10                                     | 7                                      | 7                                      | 7                                      | 5                                      | 5                                      | 7                                      | 5                                      | 5                                      | 8                                      |
| Week                                   | 19                                     | 20                                     | 21                                     | 22                                     | 23                                     | 24                                     | 25                                     | 26                                     | 27                                     | 28                                     | 29                                     | 30                                     | 31                                     | 32                                     | 33                                     | 34                                     |                                        |                                        |
| Positie                                | 8                                      | 14                                     | 14                                     | 18                                     | 38                                     | 55                                     | 50                                     | 65                                     | 52                                     | 53                                     | 59                                     | 57                                     | 57                                     | 73                                     | 70                                     | 86                                     | uit                                    |                                        |

### NPO Radio 2 Top 2000
| Nummer met noteringen in de NPO Radio 2 Top 2000 | '12 | '13 | '14  | '15  | '16  | '17  | '18  |
| ------------------------------------------------ | --- | --- | ---- | ---- | ---- | ---- | ---- |
| People Help the People                           | 313 | 560 | 1062 | 1365 | 1479 | 1928 | 1964 |

1. ↑  Een vetgedrukt getal geeft de hoogste notering aan.
2. ↑  2012 was het eerste jaar met een notering voor dit nummer.
3. ↑  Deze tabel is bijgewerkt tot en met de laatste editie (2024).